# 罗伯特·福勒
罗伯特·福勒（英語：Robert Fowler，1931年12月5日—2001年12月27日），南非男子自行车运动员。他曾代表南非参加1952年、1956年和1960年夏季奥林匹克运动会自行车比赛，其中1952年奥运会获得一枚银牌。